# يحيى بن القاسم بن إدريس
يَحْيى بن القاسم بن إدريس، الملقب بيَحْيى العَدَّام (توفي 292 هـ/904م) من ملوك الأدارسة في المغرب الأقصى، حكم منطقة طنجة وأصيلا، وبويع بفاس حوالي سنة 270هـ بعد هروب ابن عمه علي بن عمر بن إدريس أمام زحف الخوارج الصفرية على عاصمة الأدارسة، الذين زحفوا على عدوة الأندلس بفاس، وقد امتنع أهل عدوة القرويين على مبايعتهم، وبعثوا إلى يحيى العدام فاستجاب لهم وبايعوه وقاتل زعيم هؤلاء الخوارج عبد الرزاق الفهري حتى طرده من العدوة. فبايعه كل أهل فاس بمن فيهم الربضيين، فاستعمل على عدوة الأندلس ثعلبة بن محارب. فخرج لقتال الصفرية فكانت له معهم معارك دامية ووقائع كثيرة إلى أن اغتاله الربيع بن سليمان، وهو قائد عسكري يتبع لإبن أخ السلطان السابق علي بن عمر بن إدريس. وكان ضريح يحيى العدام بقرية جوطة، وهو جد الأشراف الجوطيين بفاس.